# San Martín de la Vega del Alberche (kommunhuvudort)
San Martín de la Vega del Alberche är en kommunhuvudort i Spanien.   Den ligger i provinsen Provincia de Ávila och regionen Kastilien och Leon, i den centrala delen av landet, 120 km väster om huvudstaden Madrid. San Martín de la Vega del Alberche ligger 1 509 meter över havet och antalet invånare är 243.
Terrängen runt San Martín de la Vega del Alberche är huvudsakligen kuperad, men åt nordväst är den bergig. Runt San Martín de la Vega del Alberche är det mycket glesbefolkat, med 6 invånare per kvadratkilometer. Närmaste större samhälle är Cuevas del Valle, 19,5 km sydost om San Martín de la Vega del Alberche. 